# Robert Maysack
Robert Emil Maysack (Kirchardt, Baden-Württemberg, Alemanya, 25 de novembre de 1872 – Highlands County, Florida, desembre de 1960) va ser un gimnasta i atleta estatunidenc que va competir a cavall del segle xix i el segle xx. Nascut a Alemanya, el 1881 emigrà als Estats Units, on adquirí la nacionalitat el 1887. El 1904 va prendre part en els Jocs Olímpics de Saint Louis i guanyà la medalla de bronze en la prova per equips del programa de gimnàstica, com a membre de l'equip Central Turnverein, Chicago junt a John Duha, Charles Krause, George Mayer, Philip Schuster i Edward Siegler. També disputà les proves gimnàstiques del triatló i el concurs complet, on fou 55è i 59è respectivament; i el triatló del programa d'atletisme, on fou 70è.